# Michael O. Schmutzer
Michael O. Schmutzer (* 28. März 1967 in Fürth) ist ein deutscher Unternehmer und Gründer von Design Offices. 
Schmutzer trieb das Thema „New Work“ in Deutschland voran und machte Design Offices erfolgreich zum Marktführer für „Corporate Coworking“-Lösungen in Deutschland. Schmutzer wurde mehrfach ausgezeichnet, u. a. mit dem XING New Work Award 2018 und dem Immobilienmanager Award 2019 als „Kopf des Jahres“. Zum 1. Juni 2020 übergab Schmutzer den CEO-Posten an Joachim Gripp, den bisherigen COO von Design Offices, und gründete die Firma Neue Höfe GmbH.